# Palaeomutelidae
Palaeomutelidae zijn een uitgestorven familie van tweekleppigen uit de orde Actinodontida.